# مايك فليتشير
مايك فليتشير (بالإنجليزية: Mike Fletcher)‏ هو لاعب دوري الرغبي بريطاني، ولد في 14 أبريل 1967.